# Otis Rush
Otis Rush (29 april 1934 – 29 september 2018) was een Amerikaanse blueszanger en -gitarist. Hij beïnvloedde vele muzikanten, onder wie Michael Bloomfield, Eric Clapton, Peter Green en Stevie Ray Vaughan. Rush' stijl werd bekend als West Side Chicago-blues. 
Rush was een linkshandige speler. Anders dan andere linkshandige gitaristen, bespeelde hij een rechtshandige gitaar "op z'n links" (de gitaarhals rechts) zonder de snaren te veranderen. Velen zijn ervan overtuigd dat daardoor zijn herkenbare geluid is ontstaan.
In 1984 werd Rush opgenomen in de Blues Hall of Fame.  In 2015 plaatste het Amerikaanse tijdschrift Rolling Stone Rush op nummer 53 van de lijst van 100 Greatest Guitarists. 

## Discografie

### Originele Albums
- 1969 Mourning In The Morning (Cotillion)
- 1974 Screamin' And Cryin' (Black And Blue)
- 1975 Cold Day In Hell (Delmark)
- 1976 So Many Roads (Delmark)
- 1976 Right Place, Wrong Time (Bullfrog)
- 1978 Troubles Troubles (Sonet)
- 1989 Tops (Blind Pig)
- 1989 Blues Interaction -Live In Japan 1986- (P-Vine)
- 1994 Ain't Enough Comin' In (This Way Up)
- 1998 Any Place I'm Going (House Of Blues)
- 2006 Live and From San Francisco (Blues Express)

### Compilaties
- 1969 Door To Door (Chess) (met Albert King)
- 2000 The Essential Otis Rush - The Classic Cobra Recordings 1956-1958 (Fuel 2000)
- 2000 Good 'Uns - The Classic Cobra Recordings 1956-1958 (Westside)
- 2003 I Can't Quit You Baby - The Cobra Sessions 1956-1958 (P-Vine)
- 2005 All Your Love I Miss Loving - Live at the Wise Fools Pub, Chicago (Delmark)
- 2006 Live At Montreux 1986 (Eagle Rock Entertainment) (Optreden samen met Eric Clapton en Luther Allison)